# Trigonella caerulea
Trigonella caerulea là một loài thực vật có hoa trong họ Đậu. Loài này được (L.) Ser. miêu tả khoa học đầu tiên.

## Hình ảnh

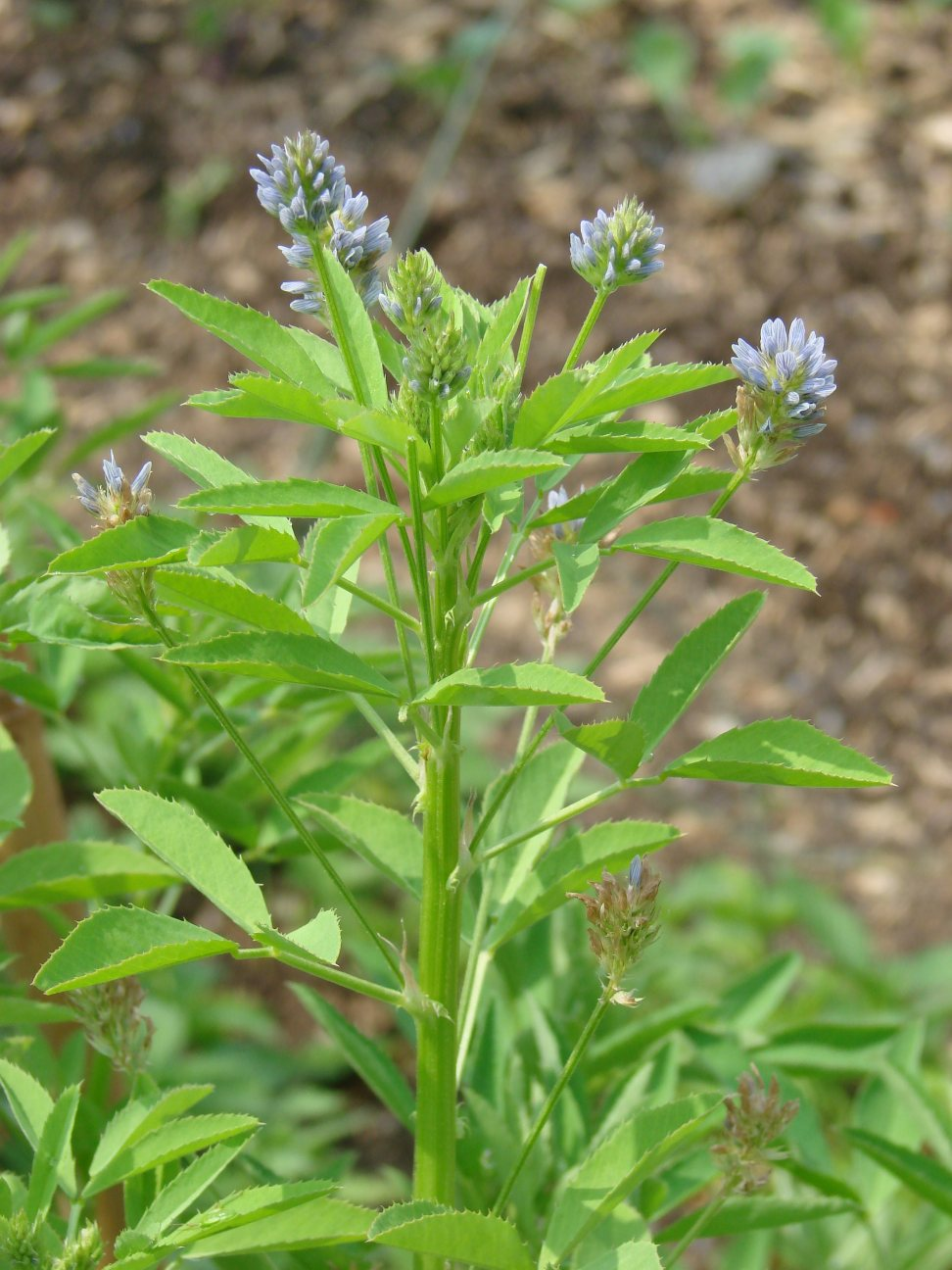
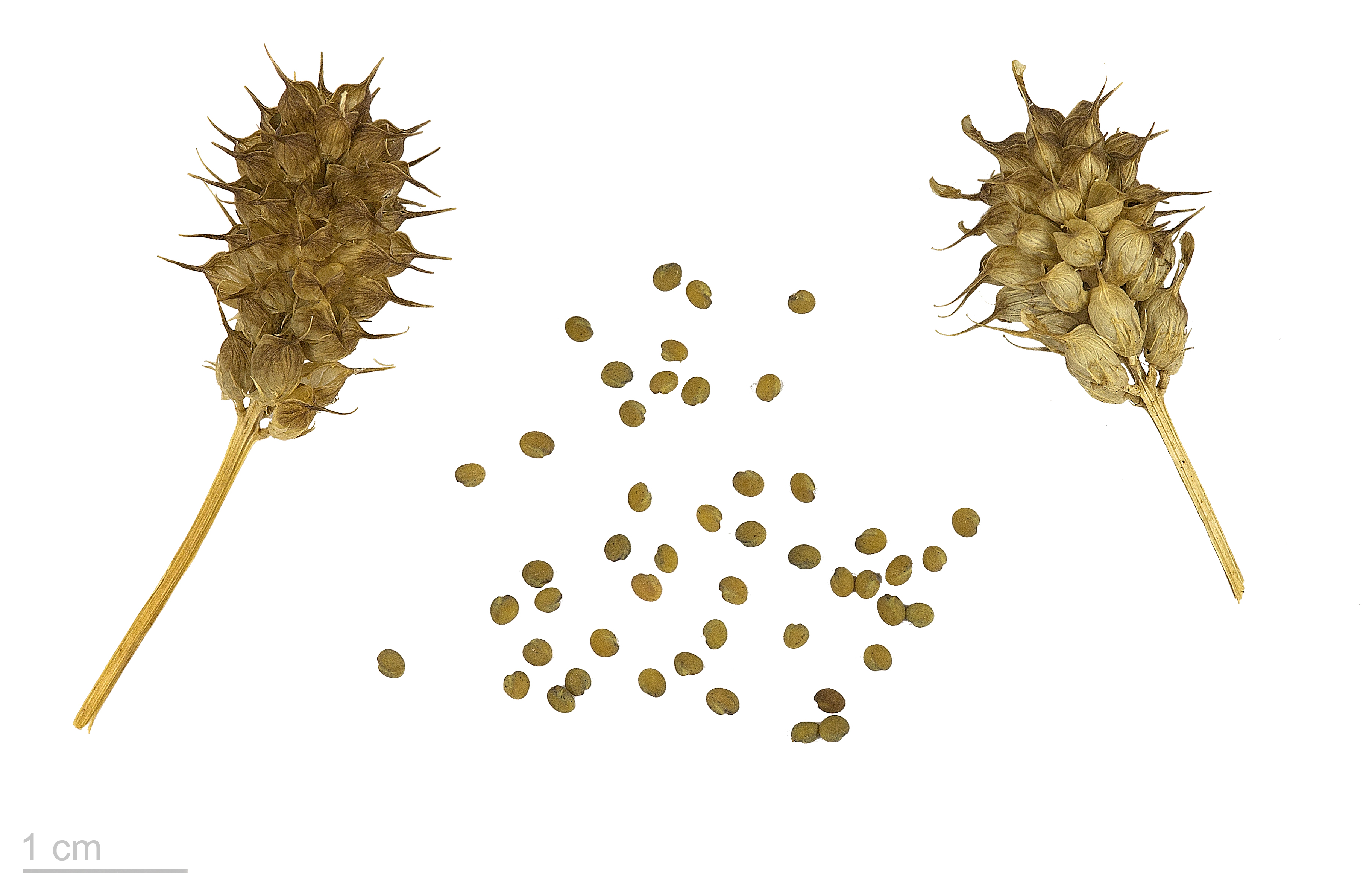
Trigonella caerulea - Museum specimen